# Říjen 2015

## Říjen

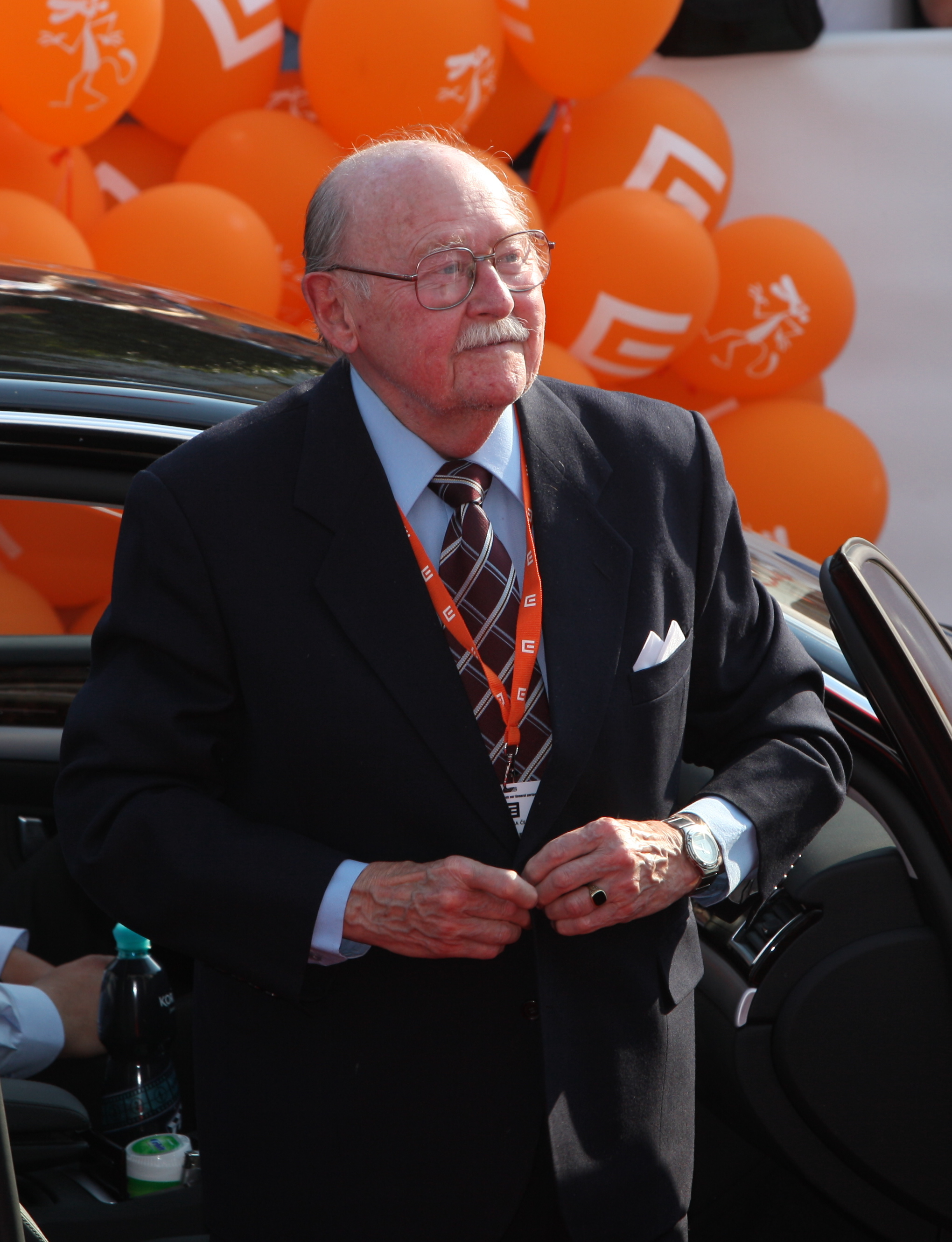
Lubomír Lipský

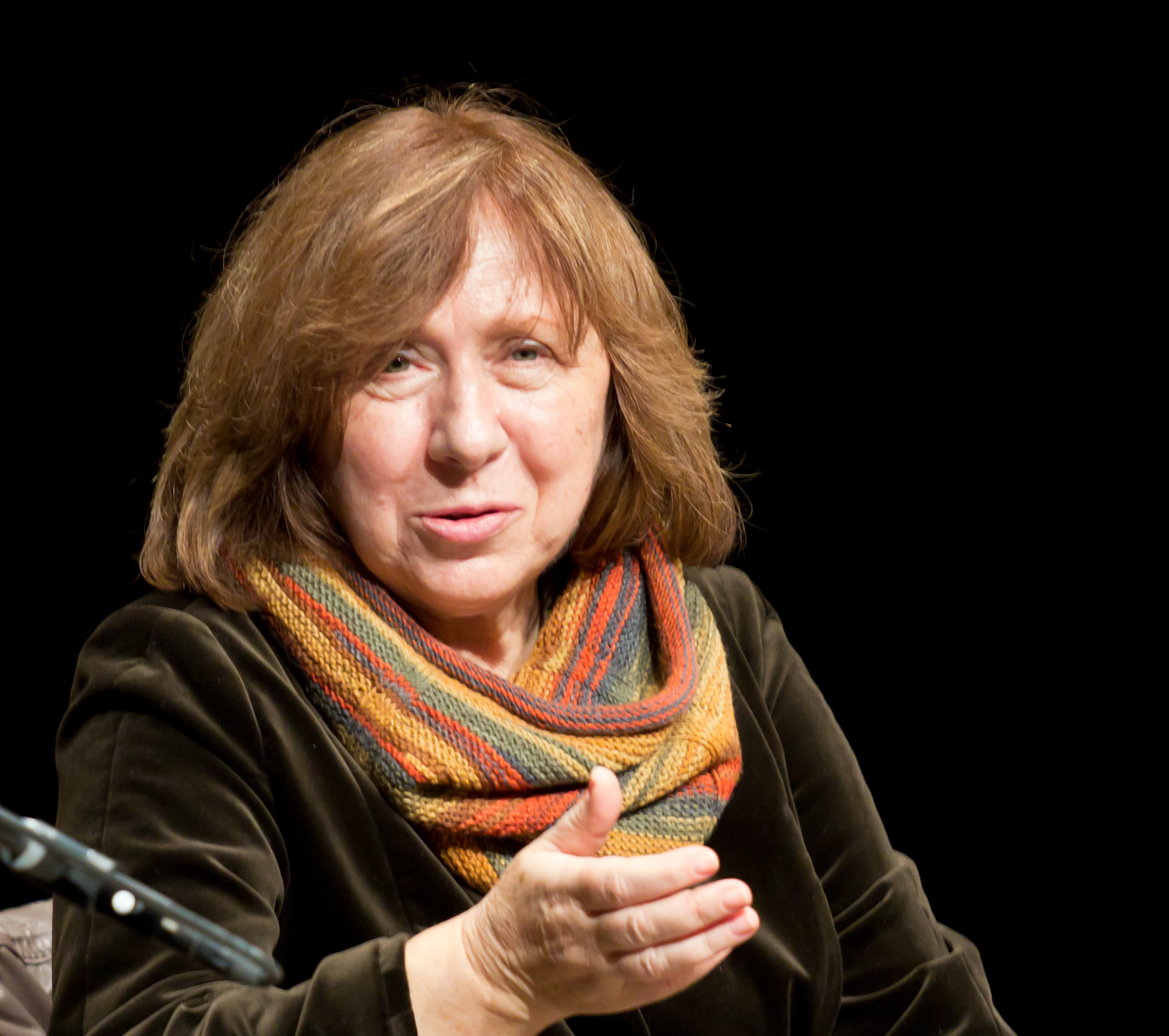
Světlana Alexijevičová

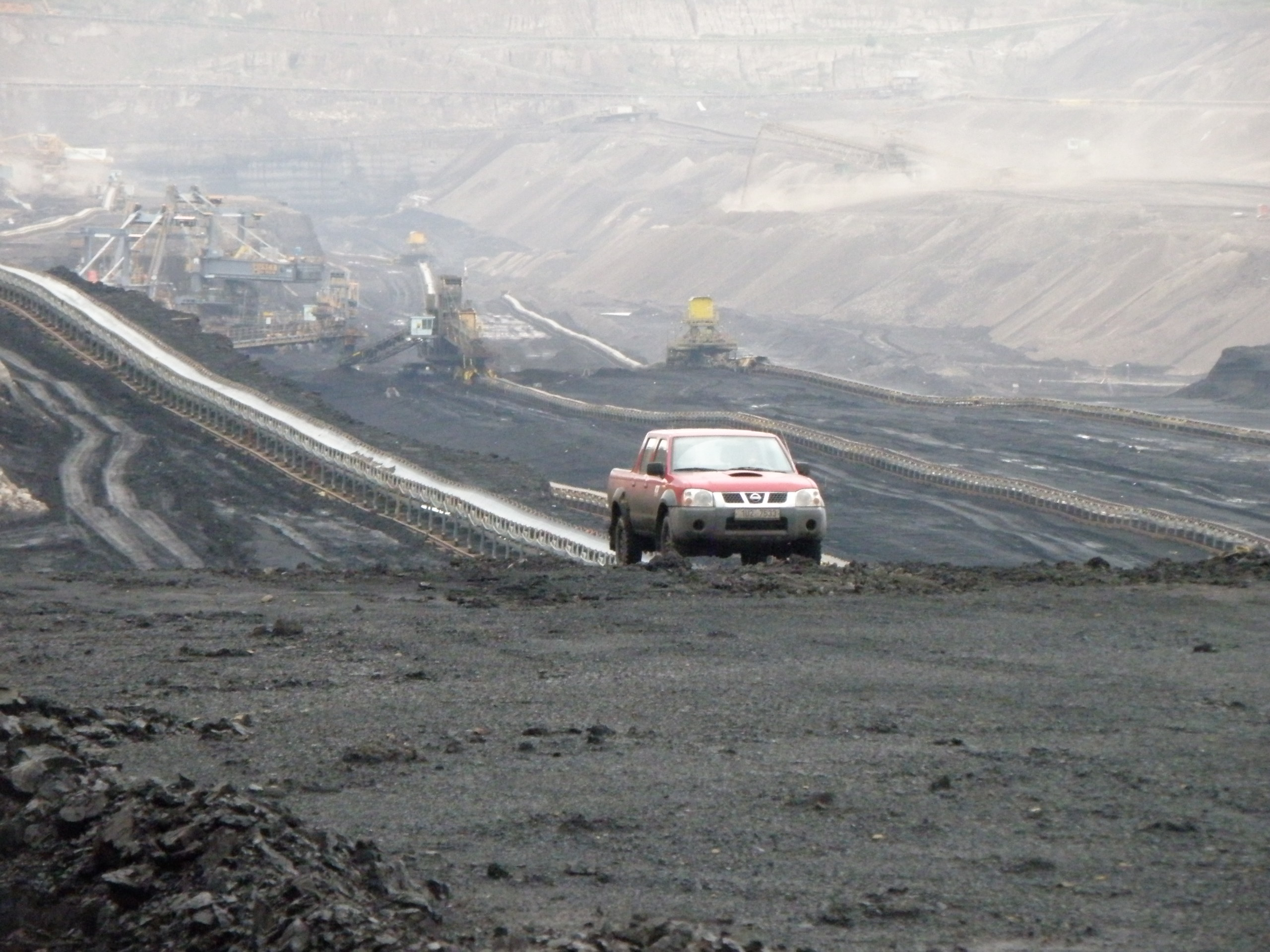
Lom Bílina

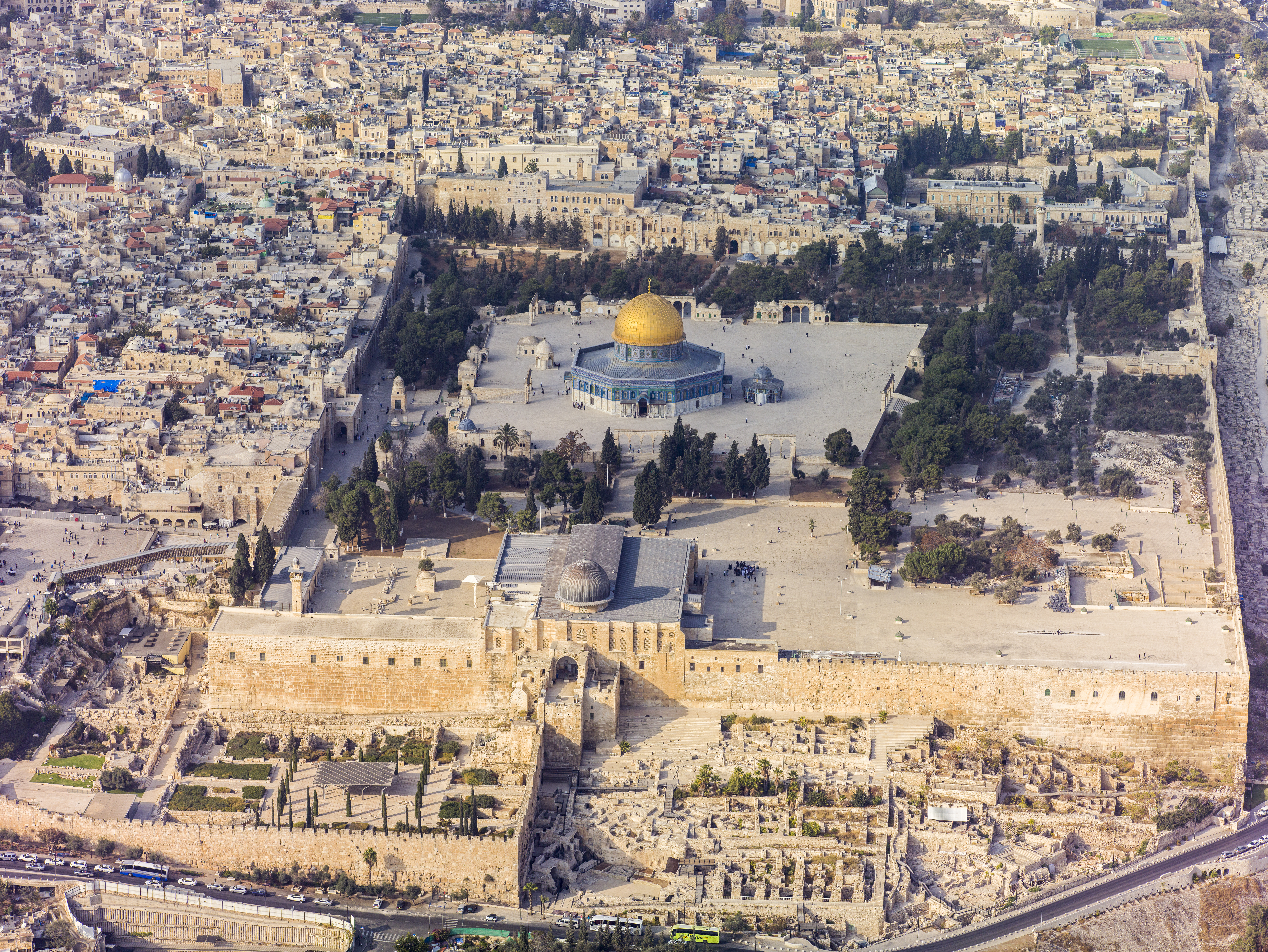
Chrámová hora

Sonda Cassini

1. října – čtvrtek 
 Šestadvacetiletý útočník, který si za své oběti vybíral křesťany, zastřelil na vyšší odborné škole v oregonském městě Roseburg devět lidí. Poté spáchal sebevraždu.
 Nejméně osm obětí si vyžádala série výbuchů dopisových bomb ve městě Liou-čou v čínské autonomní oblasti Kuang-si.
2. října – pátek 
 Hurikán Joaquin zasáhl souostroví Bahamy, kde způsobil rozsáhlé škody. Americká pobřežní stráž vyhlásila pátrání po nákladní lodi El Faro s 33 námořníky na palubě.
 Ve věku 92 let zemřel herec a komik Lubomír Lipský (na obrázku).
3. října – sobota 
 Patnáct lidí bylo zabito při sérii bombových útoků v nigerijském hlavním městě Abuja.
 Nejméně 220 lidí bylo zabito při sesuvu poblíž hlavního města Ciudad de Guatemala. Kolem 300 lidí je pohřešováno.
 Válka v Afghánistánu: Nejméně 22 lidí bylo zabito při útoku amerického letectva na nemocnici organizace Lékaři bez hranic v afghánském městě Kundúz.
4. října – neděle 
 Izraelsko-palestinský konflikt: V reakci na sérii smrtících útoků ze strany palestinských ozbrojenců Izrael dočasně zakázal vstup do Jeruzalémského Starého Města všem Palestincům, kteří tam nemají trvalé bydliště. Více než sto lidí bylo zraněno při střetech s izraelskými bezpečnostními složkami na Západním břehu Jordánu.
 Americký prezident Barack Obama vyhlásil stav nouze ve statě Jižní Karolína zasaženém stoletou povodní.
 Nejméně 17 lidí zabila přívalová povodeň v oblasti Francouzské riviéry.
5. října – pondělí 
 Nobelovu cenu za fyziologii a lékařství získali irský biochemik William C. Campbell a japonský biochemik Satoši Ómura, kteří vyvinuli nový lék proti infekcím způsobeným škrkavkami a dalšími hlísticemi. Další oceněnou se stala čínská farmaceutka Tchu Jou-jou za svůj příspěvek k léčbě malárie.
 Spojené státy americké, Japonsko, Kanada, Austrálie, Brunej, Chile, Malajsie, Mexiko, Nový Zéland, Peru, Singapur a Vietnam podepsali Dohodu o Transpacifickém partnerství.
 Nejméně 8 mrtvých si vyžádal nor'easter, který způsobil rozsáhlé záplavy v Jižní Karolíně a dalších státech na východním pobřeží USA.
 Vláda Bohuslava Sobotky schválila vyslání armády do Maďarska s cílem pomoci při ochraně vnější hranice Schengenského prostoru.
6. října – úterý 
 Nobelovu cenu za fyziku získali fyzikové Takaaki Kadžita a Arthur B. McDonald za objev hmotnosti neutrin.
 Válka v Jemenu: Islámský stát se přihlásil k zodpovědnosti za sérii útoků na vládní představitele a vojáky arabské koalice v jemenském přístavu Aden. Média ve Spojených arabských emirátech z útoku obvinila Hútie.
7. října – středa 
 Nobelova cena za chemii byla udělena Tomasi Lindahlovi, Paulu Modrichovi a Azizi Sancarovi za jejich výzkum v oblasti oprav deoxyribonukleové kyseliny (DNA).
 Prezident Spojených států amerických Barack Obama se telefonicky omluvil prezidentce organizace Lékaři bez hranic, Joanne Liuové za nálet amerického letectva na nemocnici v afghániském městě Kundúz.
8. října – čtvrtek 
 Nobelova cena za literaturu byla udělena běloruské spisovatelce a novinářce Světlaně Alexijevičové (na obrázku).
 Indický premiér Naréndra Módí odsoudil zlynčování muslima obviněného z pojídání hovězího masa.
 Kauza katarského prince: Obvodní soud pro Prahu 2 uložil katarskému princi Hámidovi bin Abdal Sánímu obviněnému ze zneužívaní nezletilých dívek trest odnětí svobody v celkové délce 11 měsíců, což je doba, kterou obviněný již strávil ve vazbě. Rozhodnutí tak de facto zrušilo mezinárodní zatykač vydaný v roce 2005.
 Etická komise Mezinárodní fotbalové federace FIFA pozastavila výkon funkce předsedy Seppa Blattera, generálního sekretáře Jérôme Valckeho a předsedy UEFA Michela Platiniho.
 Pobřežní stráž Spojených států amerických ukončila pátrání po 33 námořnících z kontejnerové lodi lodi El Faro, která se ztratila severně od Bahamského souostroví v oblasti zasažené hurikánem Joaquin.
9. října – pátek 
 Izraelsko-palestinský konflikt: Izraelská armáda zabila v Pásmu Gazy šest palestinských demonstrantů, kteří útočili na Izraelce. V souvislosti se vzrůstajícími násilnými útoky v Izraeli vyhlásilo palestinské radikální hnutí Hamás třetí intifádu.
 Nobelova cena za mír byla udělena Tuniskému kvartetu pro národní dialog za jeho roli v rozvoji liberální demokracie po Tuniské revoluci v roce 2011.
10. října – sobota 
 Nejméně 95 lidí bylo zabito při koordinovaných bombových útocích proti antiválečné odborářské demonstraci v tureckém hlavním městě Ankaře.
 Nepálský premiér Sushil Koirala rezignoval na svou funkci.
 Kolem čtvrt milionu lidí protestovalo v německém hlavním městě Berlíně proti dohodě o Transatlantické zóně volného obchodu mezi USA a Evropskou unií.
 Česko-rakouské vztahy: Česko dočasně obnovilo hraniční kontroly na česko-rakouské hranici. Rakousko zatím nezavedlo žádná protiopatření.
 Deset lidí zemřelo při požáru v kempu pro irské kočovníky na předměstí Dublinu.
 Egypt spolu s Francii podepsaly dohodu o prodeji francouzských vrtulníkových výsadkových lodí třídy Mistral vyrobených původně na objednávku ruského námořnictva.
11. října – neděle 
 Celkově 125. ročník dostihového závodu Velká pardubická vyhrál kůň Nikas s žokejem Markem Stromským.
12. října – pondělí 
 Cena Švédské národní banky za rozvoj ekonomické vědy na památku Alfreda Nobela byla udělena skotskému mikroekonomovi Angusi Deatonovi za jeho analýzy spotřeby, chudoby a bohatství.
 Turecký premiér Ahmet Davutoğlu oznámil, že Islámský stát je hlavním podezřelým ze sobotních útoků v Ankaře.
 Austrálie, na základě žádosti indonéské vlády, vyslala vysokokapacitní hasičské letadlo Lockheed C-130 Hercules s cílem uhasit rozsáhlé lesní požáry na Sumatře a Borneu, které znečišťují ovzduší milionům lidí v Indonésii a na Malajském poloostrově.
13. října – úterý 
 Amnesty International vydala zprávu, v níž viní kurdské Lidové obranné jednotky z provádění etnických čistek namířených proti Arabům v oblastech dříve obsazených Islámským státem.
 Pivovarnická společnost Anheuser-Busch InBev schválila nákup konkurenční společnosti SABMiller, majitele Plzeňského Prazdroje, za 2,5 bilionu korun.
 Ředitelství silnic a dálnic otevřelo nový úsek silnice I/11 mezi Opavou a Ostravou.
 Nizozemský bezpečnostní úřad oznámil, že let Malaysia Airlines 17 byl sestřelen raketou odpálenou z protiletadlového systému 9K37 Buk. Ukrajinské úřady selhaly, protože nedokázaly uzavřít vzdušný prostor nad zónou bojů na východě země.
 Vyšetřovatelé útoku na košer samoobsluhu ve Vincennes oznámili, že terorista Amedy Coulibaly dostal pokyny k akci elektronickou poštou 8. ledna 2015.
 Íránský parlament schválil mezinárodní dohodu o íránském jaderném programu.
 Vyšetřovatelé z Útvaru pro odhalování organizovaného zločinu v souvislosti s podezřením z korupčního jednání v solárním byznysu zadrželi exministra Ivana Langera a podnikatele Ivana Kyselého.
14. října – středa 
 Izraelsko-palestinský konflikt: Izraelská hraniční policie vztyčila kontrolní stanoviště ve Východním Jeruzalémě.
15. října – čtvrtek 
 Válka v Afghánistánu: Americký prezident Barack Obama odložil snížení počtu vojáků v Afghánistánu na rok 2017.
 Občanská válka v Sýrii: Syrské ozbrojené síly zahájily s podporou ruského letectva a libanonského hnutí Hizballáhu ofenzivu proti enklávě protivládních sil v provincii Homs.
 Myanmarská vláda podepsala dohodu o příměří s představiteli etnických ozbrojených skupin.
17. října – sobota 
 Guinejské prezidentské volby vyhrál stávající prezident Alpha Condé.
 Evropská migrační krize: Politička Henriette Rekerová kandidující s podporou vládní CDU na funkci starostky Kolína nad Rýnem byla spolu s dalším čtyřmi lidmi pobodaná při politicky motivovaném útoku. Útočník takto vyjádřil nesouhlas s její proimigrační politikou.
 Evropská migrační krize: Maďarsko uzavřelo hranici s Chorvatskem s cílem odklonit migrační trasy přes Slovinsko.
18. října – neděle 
 Švýcarská lidová strana vyhrála parlamentní volby ziskem 29,5 procent hlasů.
 Pomalu se pohybující tajfun Koppu přinesl přívalový déšť na filipínský ostrov Luzon.
 Čtrnáct lidí zemřelo po převrácení přetížené výletní lodi vracející se z rybářského výletu na Dněsterském limanu poblíž ukrajinské Oděsy.
19. října – pondělí 
 Vláda Bohuslava Sobotky rozhodla o prolomení těžebních limitů v hnědouhelném dole Bílina (na obrázku).
 Desetitisíce příznivců hnutí PEGIDA se zúčastnily demonstrace v saských Drážďanech.
20. října – úterý 
 Nejméně čtyři lidé byli zabiti při střetech mezi armádou a demonstranty v konžské metropoli Brazzaville. Protestující nesouhlasí s navrhovanou ústavní změnou umožňující prezidentu Denisu Sassou-Nguessovi setrvat ve funkci.
 Volby do Dolní sněmovny kanadského parlamentu vyhrála Liberální strana Kanady, která porazila dosud vládnoucí konzervativce.
 Syrská občanská válka: Desetitisíce lidí uprchly před ofenzivou Syrských ozbrojených sil, jejímž cílem je dobytí největšího syrského města Aleppo, které je od roku 2012 rozděleno mezi opoziční a vládní síly.
 Starostové a nezávislí oznámili, že v krajských voleb v roce 2016 nebudou kandidovat spolu s TOP 09.
 Leonid Tibilov, prezident separatistické entity Jižní Osetie, oznámil záměr vyhlásit referendum o připojení k Rusku.
21. října – středa 
 Íránský nejvyšší duchovní vůdce Sajjid Alí Chameneí schválil dohodu o Íránském jaderném programu.
 Sněmovna schválila návrh zákona o přijetí Velkého pátku mezi státní svátky.
 Ruský prezident Vladimir Putin přijal v Moskvě syrského prezidenta Bašára Asada.
 Válka proti Islámskému státu: Nový kanadský premiér Justin Trudeau oznámil, že kanadské letectvo ukončí nálety na pozice Islámského státu v Iráku a Sýrii.
 Konflikt v Severním Irsku: Freddie Scappaticci, britský dvojitý agent v Prozatímní IRA, byl obviněn z podílu na vraždě 20 britských informátorů působících v republikánských strukturách.
22. října – čtvrtek 
 Vysoký komisař Rady OSN pro lidská práva Zajd Raad Husajn kritizoval české instituce za porušování lidských práv v internačních zařízeních pro uprchlíky.
 Válka proti Islámskému státu: Americký voják padl při osvobozovací operaci u města Havidža v irácké provincii Kirkúk.
 Dva lidé byli zabiti a další tři zranění při útoku mečem před školou ve švédském Trollhättanu. Pachatel smrtelně postřelen policii.
 Marek Holub a Tereza Lacková byli odsouzeni ke dvaceti letům odnětí svobody za vraždu čtrnáctiměsíčního dítěte.
23. října – pátek 
 Tichomořský hurikán Patricia, nejsilnější zaznamenaný hurikán na západní polokouli, dopadl v pátek na tichomořské pobřeží Mexika.
 Nejméně 43 lidí zahynulo po střetu autobusu a nákladního auta u města Libourne ve francouzské Akvitánii.
 Nejméně 28 lidí bylo zabito při sebevražedném útoku hnutí Boko Haram na mešitu ve městě Maiduguri v nigerijském státě Borno.
 Úřady samozvané Doněcké lidové republiky vykázaly ze svého území pracovníky humanitární organizace Lékaři bez hranic.
24. října – sobota 
 Občanská válka v Sýrii: Ruský ministr zahraničí Sergej Lavrov deklaroval ochotu Ruska podpořit nálety syrské opoziční síly v boji proti Islámskému státu.
25. října – neděle 
 Polské parlamentní volby vyhrála podle předběžných odhadů konzervativní strana Právo a spravedlnost.
 Izrael se dohodl s Jordánskem na sérii opatření, která mají snížit napětí okolo Chrámové hory (na obrázku). Nově bude prostor monitorován kamerovým systémem.
 Komunální volby na Ukrajině neproběhly na povstaleckých územích a ve východoukrajinském Mariupolu a Krasnoarmijsku. Oděská policie zatkla Žvejkala, který porušil ukrajinské zákony tím, že v den voleb veřejně vyjádřil podporu straně Dartha Vadera.
26. října – pondělí 
 Zemětřesení o síle 7,7 Richterovy stupnice s epicentrem v afghánském pohoří Hindúkuš zabilo v Afghánistánu, Pákistánu a Indii stovky lidí.
 Guatemalské prezidentské volby vyhrál televizní bavič Jimmy Morales.
 Nejméně pět lidí bylo zabito při policejní razii proti příslušníkům Islámského státu ve městě Diyarbakır na jihovýchodě Turecka.
 Belgická policie zatkla střelce, který zaútočil na vojenskou základnu ve Flawinne poblíž města Namur.
 Pět lidí zemřelo při potopení výletní lodi určené k pozorování velryb poblíž ostrova Vancouver na pobřeží kanadské provincie Britská Kolumbie.
 V prvním kole argentinských prezidentských voleb zvítězil levicový guvernér provincie Buenos Aires, Daniel Scioli následovaný konzervativním kandidátem Mauriciem Macriem, dlouholetým starostou Buenos Aires.
27. října – úterý 
 Vojenská intervence v Jemenu: Letectvo arabské koalice při útoku na území jemenských ší'itský povstalců zničilo nemocnici organizace Lékaři bez hranic.

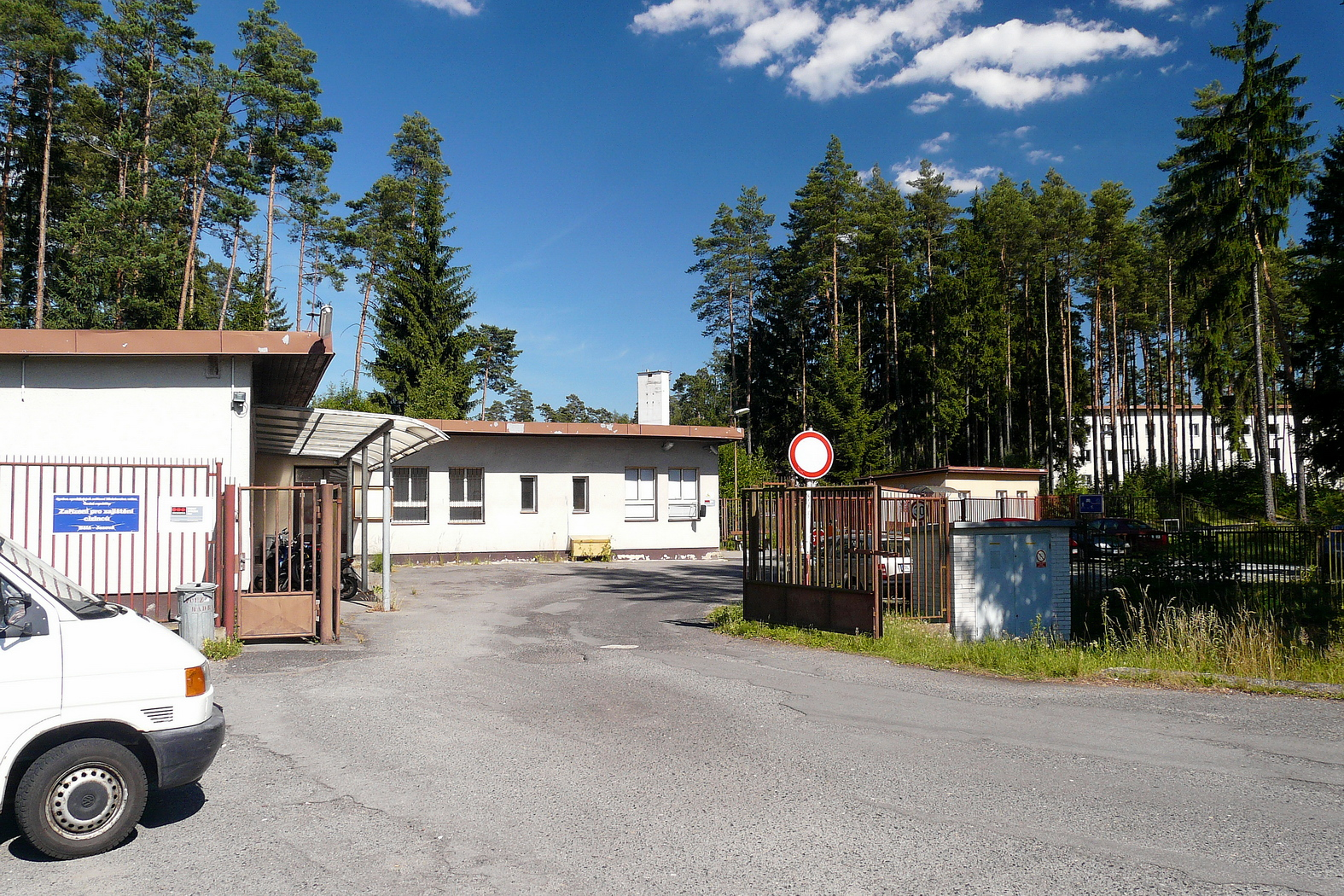
Bělá-Jezová

 Evropský soud pro lidská práva ve Štrasburku nařídil přemístit afghánskou rodinu ze zařízení pro zajištění cizinců Bělá-Jezová (na obrázku) kvůli podmínkám, které mohou odporovat Úmluvě o ochraně lidských práv a základních svobod.
 Třetina světové populace orangutanů je ohrožena sérií masivních lesních požárů zuřících od června 2015 na indonéských ostrovech Sumatra a Borneo.
 Spojené státy vyslaly torpédoborec USS Lassen k Čínou nárokovaným Spratlyovým ostrovům v Jihočínském moři.
 Turecké ozbrojené síly zaútočily na oddíly syrských Kurdů, poté co se příslušníci YPG vylodili na západním břehu řeky Eufrat v severní Sýrii.
 Občanská válka v Kolumbii: Dvanáct příslušníků kolumbijských bezpečnostních složek bylo zabito při útoku Národní osvobozenecké armády (ELN) v departmentu Boyacá.
28. října – středa 
 Prezident České republiky Miloš Zeman vyznamenal u příležitosti 97. výročí vzniku samostatného Československa celkem třicet pět osobností.
 Íránský ministr zahraničí Mohammad Džavád Zaríf byl poprvé od rozpoutání občanské války v Sýrii pozván do Vídně s cílem projednat možnosti ukončení pětiletého konfliktu, který si vyžádal již čtvrt milionu mrtvých.
 Evropská migrační krize: Rakouská ministryně vnitra Johanna Miklová-Leitnerová oznámila plán na výstavbu „regulačních staveb“ na slovinsko–rakouské hranici.
 Volební komise anulovala výsledky tanzanských všeobecných voleb na poloautonomním ostrově Zanzibar.
 Americká sonda Cassini (na obrázku) provede blízký průlet nad jižním pólem Saturnova měsíce Enceladus s cílem prozkoumat jeho vodní zásoby.
 Prezidentské volby v Pobřeží slonoviny vyhrál většinou hlasů stávající prezident Alassane Ouattara.
29. října – čtvrtek 
 Sonda Rosetta detekovala na kometě Churyumov-Gerasimenko molekulární kyslík.
 Sacharovovu cenu za svobodu myšlení získal saúdskoarabský bloger Ráif Badawí.
 Čína ukončila politiku jednoho dítěte praktikovanou od roku 1979.
 Historicky první nepálskou prezidentkou byla zvolena komunistka Bidhjá Déví Bhandáríová.
 Příslušníci barmské, muslimské menšiny Rohingů čelí dle zprávy publikované Yaleovou univerzitou „konečnému stádiu genocidy“.
30. října – pátek 
 Evropská migrační krize: Několik set lidí podalo trestní oznámení na německou kancléřku Angelu Merkelovou za to, že "ohrožuje bezpečnost země" přístupem její vlády k uprchlické krizi. Podle odborníků mají podaná trestní oznámení malou šanci na úspěch.
31. října – sobota 
 Airbus A-321 ruské společnosti Kogalymavia se zřítil krátce po startu z egyptského Šarm aš-Šajchu.